# Ruptura do diafragma
A ruptura do diafragma (também chamada de lesão do diafragma ou laceração do diafragma) é uma ruptura deste músculo localizado na base da caixa torácica que desempenha um papel crucial na respiração. Geralmente, as rupturas adquiridas do diafragma resultam de trauma físico. A ruptura do diafragma pode ser causada por trauma contuso ou penetrante e ocorre em cerca de 0,5% de todas as pessoas com trauma.
Técnicas diagnósticas incluem radiografia, tomografia computadorizada e métodos cirúrgicos, como cirurgia exploratória. O diagnóstico é frequentemente desafiador, pois os sinais podem não aparecer na radiografia ou podem ser semelhantes aos de outras condições. Os sinais e sintomas incluem dor torácica e abdominal, dificuldade para respirar e redução dos sons pulmonares. Quando uma ruptura é identificada, é necessária cirurgia para repará-la.
Lesões no diafragma geralmente são acompanhadas por outras lesões e indicam que um trauma mais grave pode ter ocorrido. O prognóstico depende mais das lesões associadas do que da própria lesão do diafragma. Como a pressão na cavidade abdominal é maior que na cavidade torácica, a ruptura do diafragma quase sempre está associada à herniação de órgãos abdominais para a cavidade torácica, condição conhecida como hérnia diafragmática. Essa herniação pode interferir na respiração.

## Sinais e sintomas
Os sintomas podem incluir dor, ortopneia (falta de ar ao deitar), e tosse. Em casos de herniação de órgãos abdominais, podem estar presentes sinais de obstrução intestinal ou sepse abdominal. Sons intestinais podem ser auscultados no tórax, e dor no ombro ou na região epigástrica pode estar presente. Quando a lesão não é detectada imediatamente, os principais sintomas são os que indicam obstrução intestinal.

## Causas
A ruptura do diafragma pode ser causada por trauma contuso, trauma penetrante [en] e por causas iatrogênicas (resultantes de intervenções médicas), como durante cirurgias no abdômen ou tórax. Também foi relatada em casos espontâneos durante a gravidez ou sem motivo aparente. Lesões no diafragma são relatadas em 8% dos casos de trauma torácico contuso. Nos casos de trauma contuso, acidentes rodoviários e quedas são as causas mais comuns. O trauma penetrante é responsável por 12,3–20% dos casos, mas também foi sugerido como uma causa mais comum que o trauma contuso; discrepâncias podem ser devido a fatores regionais, sociais e econômicos nas áreas estudadas. Ferimentos por arma branca e por arma de fogo podem causar lesões no diafragma. Médicos são treinados para suspeitar de ruptura do diafragma, especialmente se houve trauma penetrante na região inferior do tórax ou superior do abdômen. Com trauma penetrante, os conteúdos abdominais podem não herniar imediatamente para a cavidade torácica, mas isso pode ocorrer posteriormente, atrasando a apresentação clínica. Como o diafragma se move para cima e para baixo durante a respiração, traumas penetrantes em várias partes do tronco podem lesionar o diafragma; lesões penetrantes desde a terceira costela até a décima segunda foram associadas a danos no diafragma. Casos iatrogênicos ocorreram como complicação de procedimentos médicos envolvendo o tórax ou abdômen, como toracocentese e ablação por radiofrequência [en].

## Mecanismo
Embora o mecanismo exato seja desconhecido, sugere-se que um impacto no abdômen pode aumentar a pressão intra-abdominal a ponto de causar a ruptura do diafragma. O trauma contuso cria um grande gradiente de pressão entre as cavidades abdominal e torácica; esse gradiente, além de causar a ruptura, pode levar à herniação de conteúdos abdominais para a cavidade torácica. A presença de conteúdos abdominais na pleura interfere nas funções cardíaca e pulmonar. A alta pressão intratorácica aumenta a pressão atrial direita, prejudicando o enchimento do coração e o retorno venoso do sangue. Como o retorno venoso determina o débito cardíaco, isso resulta em uma redução do débito cardíaco. Se a respiração do pulmão no lado da ruptura for gravemente comprometida, ocorre hipoxemia (baixa oxigenação do sangue). Geralmente, a ruptura ocorre no mesmo lado do impacto. Um impacto lateral é três vezes mais provável de causar ruptura do diafragma do que um impacto frontal.

## Diagnóstico
Exames físicos não são confiáveis, pois geralmente não há sinais físicos específicos para diagnosticar essa condição. Métodos toracoscópicos e laparoscópicos podem ser precisos. A radiografia de tórax é conhecida por ser pouco confiável no diagnóstico de ruptura do diafragma; ela apresenta baixa sensibilidade e especificidade para a lesão. Frequentemente, outra lesão, como contusão pulmonar, mascara a lesão na radiografia. Em metade dos casos, as radiografias iniciais são normais; na maioria dos casos anormais, há hemotórax ou pneumotórax. Uma sonda nasogástrica do estômago pode aparecer na cavidade torácica na radiografia; esse sinal é patognomônico [en] para ruptura do diafragma, mas é raro. A radiografia é mais eficaz para detectar a lesão quando realizada de trás com o paciente em pé, mas isso geralmente não é possível, pois o paciente costuma estar instável; assim, é feita de frente com o paciente deitado. A ventilação com pressão positiva ajuda a impedir a herniação dos órgãos abdominais para a cavidade torácica, mas também pode dificultar a detecção da lesão na radiografia.

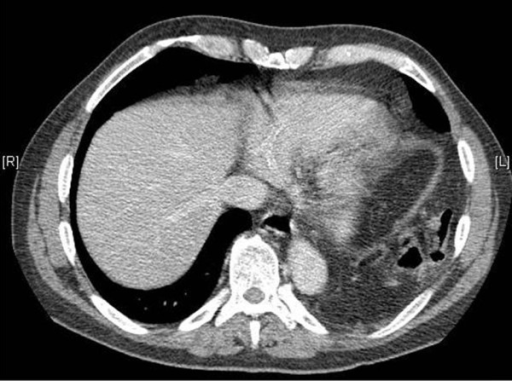
Tomografia computadorizada do tórax inferior mostrando herniação intestinal devido à ruptura do diafragma à esquerda

A tomografia computadorizada tem maior precisão diagnóstica que a radiografia, mas não há achados específicos na tomografia que confirmem o diagnóstico. A borda livre de um diafragma rompido pode se enrolar e ficar perpendicular à parede torácica, um sinal conhecido como diafragma pendente. Um órgão herniado pode se contrair no local da ruptura, um sinal chamado de sinal do colar. Se o fígado hernia através de uma ruptura à direita, pode produzir dois sinais conhecidos como sinal da corcova e sinal da banda. O sinal da corcova é uma forma do sinal do colar à direita. O sinal da banda é uma linha brilhante que atravessa o fígado, acreditada como resultante da compressão pelo diafragma rompido. Embora a tomografia aumente as chances de diagnóstico pré-cirúrgico de ruptura do diafragma, a taxa de diagnóstico antes da cirurgia ainda é de apenas 31–43,5%. Outro método diagnóstico é a laparotomia, mas ela falha em detectar rupturas do diafragma em até 15% dos casos. Frequentemente, a lesão do diafragma é descoberta durante uma laparotomia realizada por outra lesão abdominal. Como as laparotomias são mais comuns em traumas penetrantes do que em traumas contusos, a ruptura do diafragma é encontrada com maior frequência nesses casos. A toracoscopia é mais confiável para detectar rupturas do diafragma do que a laparotomia e é especialmente útil quando se suspeita de hérnia diafragmática crônica.

### Localização
Entre 50 e 80% das rupturas do diafragma ocorrem no lado esquerdo. É possível que o fígado, localizado no quadrante superior direito do abdômen, proteja o diafragma. No entanto, lesões do lado esquerdo também são mais fáceis de detectar em radiografias. Metade das rupturas do diafragma no lado direito está associada a lesões hepáticas. Lesões no lado direito estão relacionadas a uma maior taxa de mortalidade e a lesões associadas mais numerosas e graves. A ruptura bilateral do diafragma, que ocorre em 1–2% dos casos, está associada a uma taxa de mortalidade muito maior do que lesões unilaterais.

## Tratamento

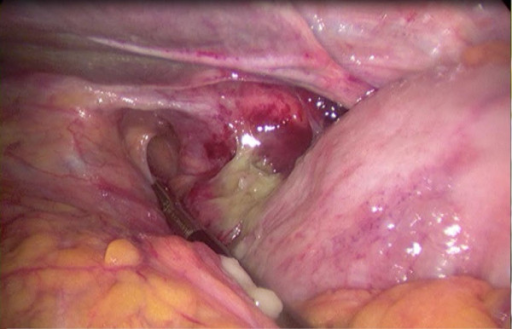
Ruptura do diafragma posterior esquerdo em cirurgia

Como o diafragma está em constante movimento com a respiração e sob tensão, as lacerações não cicatrizam espontaneamente. A lesão geralmente aumenta com o tempo se não for reparada. Os principais objetivos da cirurgia são reparar as lesões no diafragma e reposicionar os órgãos abdominais herniados ao seu local original. Isso é feito por meio de desbridamento de tecido não viável e fechamento da ruptura. Na maioria das vezes, a lesão é reparada durante uma laparotomia. A cirurgia precoce é importante, pois a atrofia diafragmática e aderências ocorrem com o tempo. Suturas são usadas no reparo. Outras lesões, como hemotórax, podem representar uma ameaça mais imediata e precisam ser tratadas primeiro se acompanharem a ruptura do diafragma. A cirurgia torácica videoassistida pode ser utilizada.

## Prognóstico
Na maioria dos casos, a ruptura isolada do diafragma está associada a um bom prognóstico se reparada cirurgicamente. A taxa de mortalidade para ruptura do diafragma após trauma contuso é estimada em 15–40% e, após trauma penetrante, em 10–30%, mas outras lesões desempenham um papel significativo no desfecho. A herniação de órgãos abdominais está presente em 3–4% das pessoas com trauma abdominal [en] que chegam a um centro de trauma.

## Epidemiologia
Lesões do diafragma estão presentes em 1–7% das pessoas com trauma contuso significativo e em uma média de 3% das lesões abdominais. Um índice de massa corporal elevado pode estar associado a um maior risco de ruptura do diafragma em pessoas envolvidas em acidentes rodoviários. Mais de 90% das rupturas ocorrem devido a traumas por acidentes rodoviários. Devido à grande força necessária para romper o diafragma, é raro que ele seja lesionado isoladamente, especialmente em trauma contuso; outras lesões estão associadas em até 80–100% dos casos. Na verdade, a lesão do diafragma é um indicativo de que lesões mais graves em órgãos podem ter ocorrido. Assim, a mortalidade após o diagnóstico de ruptura do diafragma é de 17%, com a maioria das mortes devido a complicações pulmonares. Lesões associadas comuns incluem traumatismo craniano, lesões na aorta, fraturas da bacia e ossos longos, e laceraçãos do fígado e baço. Lesões associadas podem ocorrer em mais de três quartos dos casos.

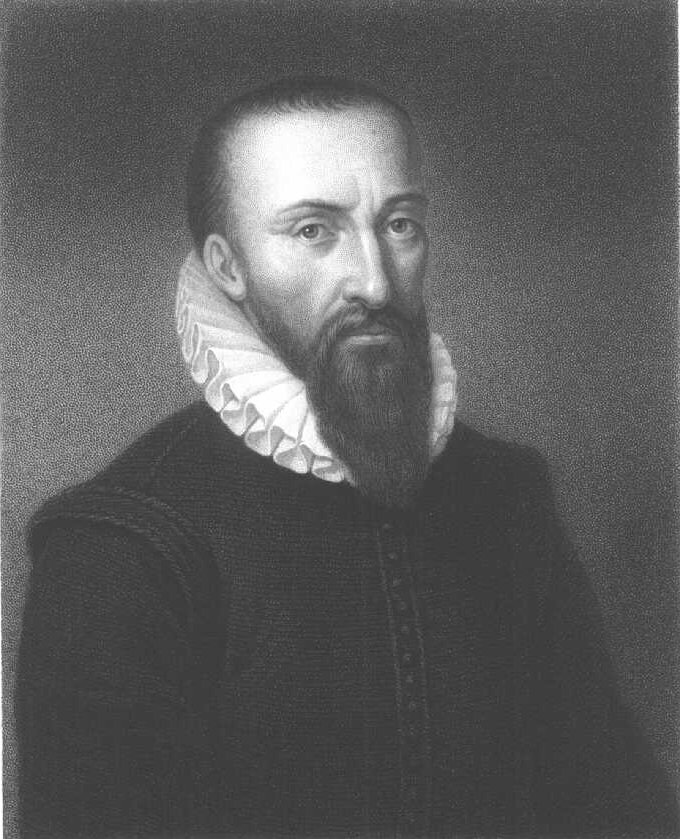
Ambroise Paré

## História
Em 1579, Ambroise Paré fez a primeira descrição de ruptura do diafragma em um capitão de artilharia francês que foi baleado oito meses antes de sua morte. Ele faleceu devido a complicações da ruptura. Usando autópsias, Paré também descreveu rupturas do diafragma em pessoas que sofreram traumas contusos e penetrantes. Relatos de herniação diafragmática devido a lesões remontam pelo menos ao século XVII. Petit foi o primeiro a estabelecer a diferença entre hérnia diafragmática adquirida e hérnia diafragmática congênita, que resulta de uma malformação congênita do diafragma. Em 1888, Naumann reparou uma hérnia do estômago para o tórax esquerdo causada por trauma.

## Outros animais

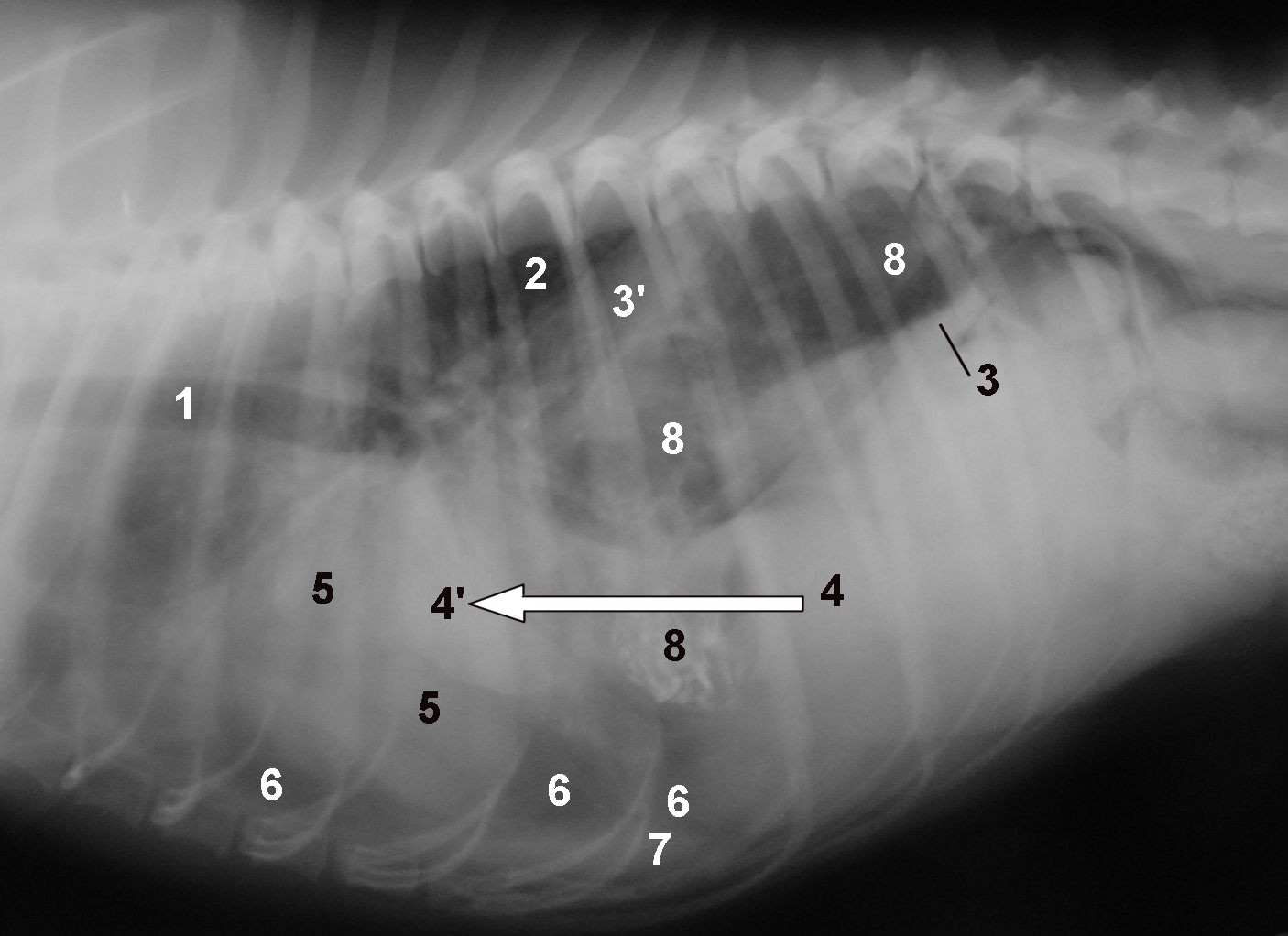
Ruptura do diafragma em um cão

A ruptura do diafragma é uma complicação comum e bem conhecida de trauma abdominal contuso em gatos e cães. Os órgãos que herniam para a cavidade pleural dependem da localização da ruptura. Geralmente, são lacerações circunferenciais que ocorrem na junção do diafragma com as costelas. Nesses casos, os órgãos herniados podem incluir o fígado, intestino delgado, estômago, baço, omento e/ou útero. Lacerações dorsais são incomuns e podem causar herniação de um rim para o tórax. Os sintomas incluem dificuldade para respirar, vômitos, colapso e ausência de órgãos palpáveis no abdômen. Os sintomas podem piorar rapidamente e ser fatais, especialmente em casos de sangramento grave, lesão cardíaca ou estrangulamento do intestino herniado. Também é possível que haja apenas sinais sutis, e a condição seja detectada incidentalmente meses ou anos após a lesão durante um exame de imagem.